# Vector (gruppo musicale)
I Vector sono un gruppo musicale statunitense formatosi nel 1983 a Sacramento, California.

## Formazione

### Formazione attuale
- Jimmy Abegg - chitarra, cori
- Steve Griffith - voce, basso

### Ex componenti
- Charlie Peacock - tastiera, sintetizzatore, cori
- Aaron Smith - batteria
- Bruce Spencer - batteria

## Discografia

### Album in studio
- 1983 - Mannequin Virtue
- 1985 - Please Stand By
- 1989 - Simple Experience
- 1995 - Temptation

### Raccolte
- 1990 - Mannequin Virtue/Please Stand By
- 1995 - Time Flies